# Beata Łaska

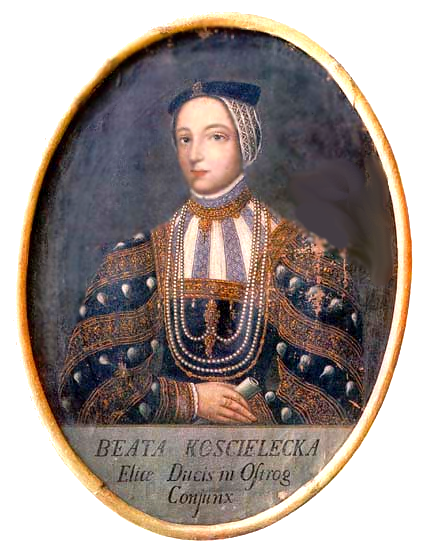
Beata Łaska

Beata Łaska (geb. Kościelecka, * ~1515; † 1576 in Kaschau, Königreich Ungarn) war eine polnische Adelige und die erste Frau, die nachweislich Hochgebirgstouren in der Hohen Tatra unternahm.

## Leben
Beata Łaska war die Tochter von Katharina Ochstadt von Thelnitz (pol. Katarzyna Telniczanka, * 1480, † 1528) einer ehemaligen Mätresse von König Sigismund I. „den Alten“. Im Jahre 1509 wurde Katarzyna mit dem Kastellan und Schatzmeister des Königs, Andrzej Kościelecki verheiratet. Die Ehe war sechs Jahre lang kinderlos, bis 1515 die Tochter Beata zur Welt kam. Viele Historiker sind jedoch der Annahme, dass auch dieses Kind vom König Sigismund I. stammte.
Am 3. Februar 1539 heiratete Beata den Fürsten Illa (Elias) Ostrogski (* 1510, † 15. August 1539) auf dem Wawel in Krakau. Ostrogski war Abkömmling einer der reichsten und mächtigsten Familien des Großfürstentums Litauen. Aus der Ehe ging die Tochter Elżbieta Ostrogska (auch als Halschka von Ostrog bekannt) hervor, die jedoch erst nach dem Tode ihres Vaters geboren wurde.
Als ihr erster Gatte nach nur halbjähriger Ehe starb, hinterließ er der jungen Witwe ein außergewöhnlich großes Vermögen. Auf dieses hatten schon Viele erfolglos ein Auge geworfen, als die inzwischen 49-jährige Fürstin 1564 dem Werben des 21 Jahre jüngeren, immer mit finanziellen Schwierigkeiten kämpfenden Albert (pol. Olbracht) Łasky nachgab.
Albert Łasky führte ein verschwenderisches Leben und beschäftigte sich mit Alchemie. Er berief englische Alchimisten nach Kesmark in der Hoffnung, dass die in der Lage sein werden künstlich Gold herzustellen.
1565 kam Beata Łaska nach Kesmark und zog feierlich in das Schloss ein. Bereits kurz darauf – und zwar am 10. Juni 1565 – unternahm sie einen Aufsehen erregenden Ausflug in das „Schneegebürg“, wie die Hohe Tatra damals genannt wurde. Sie fand viel Vergnügen an dieser Gegend, bemerkte Christian Genersich, und die Beschwerlichkeiten des Unternehmens machten ihr offenbar nichts aus. Auf schlechten Wegen wurde bis an den Rand des Gebirges mit Kutschen gefahren, dann im Weißwassertal (slow. „Dolina Kežmarskej Bielej vody“) auf Vietriften geritten. Zahlreiche Knechte begleiteten die erste namentlich bekannte Touristin zu einem der schönsten zum Grünen See (slow. „Zelené pleso“) führenden Gebirgskessel der Hohen Tatra.
Manche, überwiegend aus Polen stammenden, Quellen nennen auch ihren Gatten als Begleiter, was aber zweifelhaft ist, denn das seinerzeit äußerst unkonventionelle Verhalten seiner Gattin diente ihm als Anlass, sie im Schloss einzusperren und sich so ihr Vermögen anzueignen, welches er im Laufe der Jahre verprasste. Ihren Ausflug in die Hohe Tatra bezeichnete er als „unmoralisch“. (In einem Steuerbuch dar damaligen Zeit heißt es: „Sie machte sich gegen die Gesetze der Moral schuldig, deshalb ließ ihr Gatte sie in einem Turm seines Schlosses einkerkern.“) Das Verlies (in welchem sie regelrecht eingemauert wurde) befand sich in einem Turm des Kesmarker Schlosses, es hatte lediglich ein kleines Fenster das den Blick auf die Hohe Tatra freigab.
Während ihrer Gefangenschaft vergeudete Albert Łasky ihr gesamtes Vermögen. 1571 war Albert finanziell ruiniert und am Ende, er sah sich gezwungen das Schloss an Hans Rueber, Freiherr von Pixendorf zu verpfänden. Rueber befreite daraufhin Beata Łaska aus ihrer Gefangenschaft.
Die unglückliche Beata Łaska zog sich nach Kaschau zurück, wo sie 1576 starb.
Den Ehemann brachte ihr Vermögen kein Glück: Zu hochfliegend waren seine Pläne, zu kostspielig seine Ambitionen, darunter die Alchemie, die ihn bis nach London führte, so dass er in großer Armut starb.